# Никола Георгиев (кмет на Стара Загора)
Вижте пояснителната страница за други личности с името Никола Георгиев.
Никола Генчев Георгиев е български юрист, кмет на Стара Загора в периода януари 1932 – май 1934 г.

## Биография
Роден през 1896 г. в Стара Загора. Завършва мъжката гимназия в родния си град. Записва право в Софийския университет, а след това отива да специализира във Франкфурт. Записва се като доброволец в Първата световна война. В отделни периоди работи в Дойче банк в София, във фирмата „Братя Златеви“, адвокат в Стара Загора. Членува в Демократическата партия. Умира в София през 1968 г.